# Ciutat de repòs i vacances
La Ciutat de repòs i vacances fou un projecte urbanístic cooperatiu promogut pel GATCPAC (Grup d'Arquitectes i Tècnics Catalans per al Progrés de l'Arquitectura Contemporània). El projecte no es va dur a terme però s'hauria ubicat a les platges dels municipis de Castelldefels, Viladecans i Gavà (Baix Llobregat), a prop de Barcelona, amb la qual es comunicaria gràcies a un perllongament de la Gran Via. La idea inicial del projecte sorgí l'octubre del 1931, i va agafar forma durant el 1932, presentant-se a la revista AC, i aquest plantejament inicial va romandre immòbil fins a l'esclat de la Guerra Civil, moment en el qual es decideix abandonar el projecte.

## Planificació i ordenació
La Ciutat de repòs i vacances s'articula amb una sèrie de camins i canals, que formen grans illes. La principal via de connexió amb Barcelona està situada en diagonal, i arriba al centre de la ciutat. L'eix vertebral de la ciutat, des d'on apareixen els diferents camins que la formen, és un vial que transcorre horitzontalment la ciutat, paral·lel a la costa. El cos unitari de la ciutat està compost per una mena de quadrícula, organitzada amb tres vies en horitzontal. El GATCPAC tenia la intenció també de mantenir la pineda de la zona, i plantar més arbres entre les diferents instal·lacions.
La ciutat estava dividida en diferents zones, concretament quatre: la zona de cura de repòs, la de banys, la de cap de setmana, i per acabar la de residència. En primer lloc, la zona de repòs està ubicada a l'extrem oest, una mica aïllada de la resta de la ciutat, i estava pensada com una àrea sanitària i de repòs, amb diferents instal·lacions destinades a la cura dels pacients, com sanatoris, clíniques, i pavellons sanitaris. La zona de banys la trobem al centre de la ciutat, i es va idear com la zona on anirien les persones a passar un dia a la platja. És l'àrea on se situen l'estació d'autobusos, la parada de ferrocarrils, i l'edifici administratiu de la ciutat. Trobem també tota mena d'instal·lacions esportives i d'oci, com per exemple camps de futbol i de tenis, un estadi, piscines o el cinema a l'aire lliure. En tercer lloc, la zona de cap de setmana, està pensada per estades curtes, de cap de setmana com el seu nom indica. Hi trobem hotels i diferents equipaments esportius i d'oci, com més camps de futbol, un frontó, una pista d'atletisme i un altre cinema a l'aire lliure. Per acabar, hi havia la zona de residència formada per apartaments o cases aïllades, ja que estava pensada per estades més llargues. Quant a equipaments, trobem piscines i un camp de golf.
Un dels elements que destaca en la zona de cap de setmana és la caseta desmuntable. Aquesta caseta era un habitatge reduït a la mínima expressió, amb un plànol simplificat, que volia causar la impressió d'un contacte amb el sol, la terra i l'aire. Era un producte modulable, que podem considerar industrial, ja que es podia produir a gran escala i de manera seriada. L'objectiu era utilitzar l'espai mínim d'habitatge per reduir els costos de producció, i al mateix temps mantenir la seva dignitat. Tot i que era fàcil de muntar, els arquitectes del GATEPAC reconeixien que era difícilment desmuntable. Finalment, la fabricació de la caseta desmuntable no va tenir gaire èxit, ja que, entre altres qüestions, no va rebre el suport governamental necessari.

## Objectiu
L'objectiu del GATCPAC, amb la creació de la Ciutat de repòs i vacances, no era crear una ciutat on la gent anés a viure, sinó que es volia crear una ciutat on s'hi va temporalment a gaudir del temps lliure, dels paisatges naturals, de les activitats esportives i de les amistats.

## Influència de Le Corbusier
Les idees urbanístiques i territorials de Le Corbusier van influenciar molt els membres del GATCPAC en la creació de la Ciutat de repòs i vacances. Entre les idees urbanístiques influents de Le Corbusier, trobem la Ville Contemporaine, una ciutat de 3 milions d'habitants, organitzada en 3 zones diferents, les quals tenien una funcionalitat determinada, o la posterior Ville Radieuse. En les edificacions del GATCPAC també trobem les influències de Le Corbusier, per exemple en els blocs de pisos, els quals tenien una estructura molt similar als proposats per Le Corbusier.